# Oporapa
Oporapa é um município da Colômbia, localizado no departamento de Huila.